# Тил, Оуэн
Оуэн Тил (англ. Owen Teale; род. 20 мая 1961 года, в деревне North Cornelly, Уэльс) — британский актёр.

## Биография
Оуэн Тил родился 20 мая 1961 года в North Cornelly. Учился в Гилфордской школе театральных ремесел. Был дважды женат: на Дилис Уотлинг (актрисе, известной, в частности, по участию в «Шоу Бенни Хилла») и актрисе Сильвестре Ле Тузель. От первого брака у него есть сын, от второго — две дочери.

## Карьера
Дебютировал на телевидении в 1984 в телесериале The Mimosa Boys (роль Алби). В 1985 появился в телесериале «Доктор Кто» в роли «Малдака». Позже снимался в телесериалах 1989 года: «Рыцари Бога» и «Большие надежды» (по одноимённому роману Чарльза Диккенса). В том же году дебютировал на большом экране в фильме «Военный реквием».
В 1990 году продолжил работу на телевидении, в телесериалах Waterfront Beat и «Бун». В 1991 году исполнил роль Уилла Скарлетта в телефильме «Робин Гуд». Затем снимался в телесериалах «Зона опасности», «Страшный поцелуй ангела», «Призраки» и «Закон Мёрфи». Продолжил свою карьеру и на большом экране, сыграв в 1999 году роль Лопахина в фильме «Вишневый сад», с участием Шарлотты Рэмплинг в роли Раневской и Алана Бейтса в роли Гаева. В 2001 исполнил роль известного нацистского судьи Роланда Фрейслера в фильме телекомпании HBO «Заговор». В 2004 сыграл роль Пелагия в фильме «Король Артур» (сцены с участием Оуэна были выпущены на DVD-издании фильма). В следующем, 2005 году сыграл главную роль в триллере Возвращение Мэриан.
В 2006 участвовал в сериале «Торчвуд» (эпизод «Сельская местность»). В том же году снимался в британском телефильме HBO «Цунами: Последствия». В 2007, вновь обратился к тематике легенд о короле Артуре, сыграв в фильме «Последний легион», связывающем события краха Западной Римской империи с историями о Короле Артуре. С 2011 исполняет роль сира Аллисера Торна в телесериале HBO «Игра престолов», адаптации книжной серии «Песнь Льда и Огня» Джорджа Мартина. Также снимался в сериале «Буровая».

## Награды и номинации
В 1997 году стал лауреатом премии Тони в категории Лучшее исполнение главной роли в пьесе за роль Торвальда Хельмера, в постановке пьесы Генрика Ибсена Кукольный дом, где его партнершей выступила британская актриса Джанет Мактир.